# Saljoetprogramma

Logo van het Saljoetprogramma

Het Saljoet (Russisch: Салют, wat Groet of Vuurwerk betekent)-programma was een serie
ruimtestations, gelanceerd tussen 1971 en 1982 door de Sovjet-Unie.

## Geschiedenis

### Achterliggende reden
Toen Neil Armstrong op 20 juli 1969 voet op de maan zette, had de Sovjet-Unie de race om als eerste een mens op de maan te zetten definitief verloren. Enkele dagen eerder was een Russische N1-raket op het lanceerplatform ontploft, terwijl de maan het doel was. Daarop besloot chef-ontwerper Vasili Misjin van de Sovjet-ruimtevaartorganisatie op zoek te gaan naar een nieuw prestigeproject. Sinds 1965 werd er al gewerkt aan de ontwikkeling van een uit meerdere modules bestaand ruimtestation (MKBS). Om dit te lanceren was echter een grote raket nodig en die was op dat moment niet beschikbaar. Tegelijkertijd kondigden de Amerikanen het ruimtelaboratorium Skylab aan. De druk om voor de Amerikanen een ruimtestation te lanceren werd opeens voelbaar.

### Ontwikkeling in recordtijd
Om van start te kunnen gaan werd er in samenwerking met de Sovjet-strijdkrachten in hoog tempo een relatief eenvoudige constructie in elkaar gezet. Hiervoor werden de al bestaande rompen van het in ontwikkeling zijnde militair ruimtestation (Almaz) gecombineerd met onderdelen van Sojoez-capsules. Na anderhalf jaar stevig sleutelen en testen resulteerde dat in de Saljoet 1.
Het ruimtestation blonk uit in eenvoud en bestond uit slechts één module, opgebouwd uit vier grote compartimenten. Omdat het gevaarte slechts een kleine 19 ton woog, was er geen zware N1-raket nodig voor de lancering, maar kon worden volstaan met een kleinere Proton UR-500K-raket. Er zaten echter ook nadelen aan het simpele ontwerp. De voortstuwingssectie was geleend van een Sojoez-ruimteschip en was feitelijk niet krachtig genoeg voor het 18 ton zware ruimtestation. Nadat het ruimtestation zich eenmaal in een baan om de aarde bevond, waren er daarom geen grote wijzigingen meer mogelijk in de hoogte waardoor als gevolg van de lichte wrijving met de bovenste lagen van de atmosfeer, de Saljoet na verloop van tijd terug zou vallen in de dampkring.

## Civiel en militair gebruik
Binnen het Saljoetprogramma werden zeven ruimtestations in een baan om de aarde gebracht. Een volledig overzicht van het hele programma is verderop te vinden. Vier van deze zeven stations waren puur civiel van aard, maar drie stations hadden een militair doel. Dit waren de bemande ruimtestations die ontwikkeld waren binnen het Almaz-programma. Deze militaire missies kregen als dekmantel een missienummer uit het Saljoetprogramma toegewezen. Dit was het geval met Saljoet 2, Saljoet 3 en Saljoet 5. De militaire benamingen van deze missies waren respectievelijk OPS-1, OPS-2 en OPS-3. OPS staat voor Орбитальная пилотируемая станция, bemande orbitale post.
De vier civiele Saljoetstations hadden hun eigen interne benaming: DOS (Dolgovremennaya Orbitalnaya Stanziya = Ruimtestation voor lange duur). Saljoet 1, Saljoet 4, Saljoet 6 en Saljoet 7 hadden respectievelijk de interne benamingen DOS-1, DOS-4, DOS-5 en DOS-6.

## Varianten

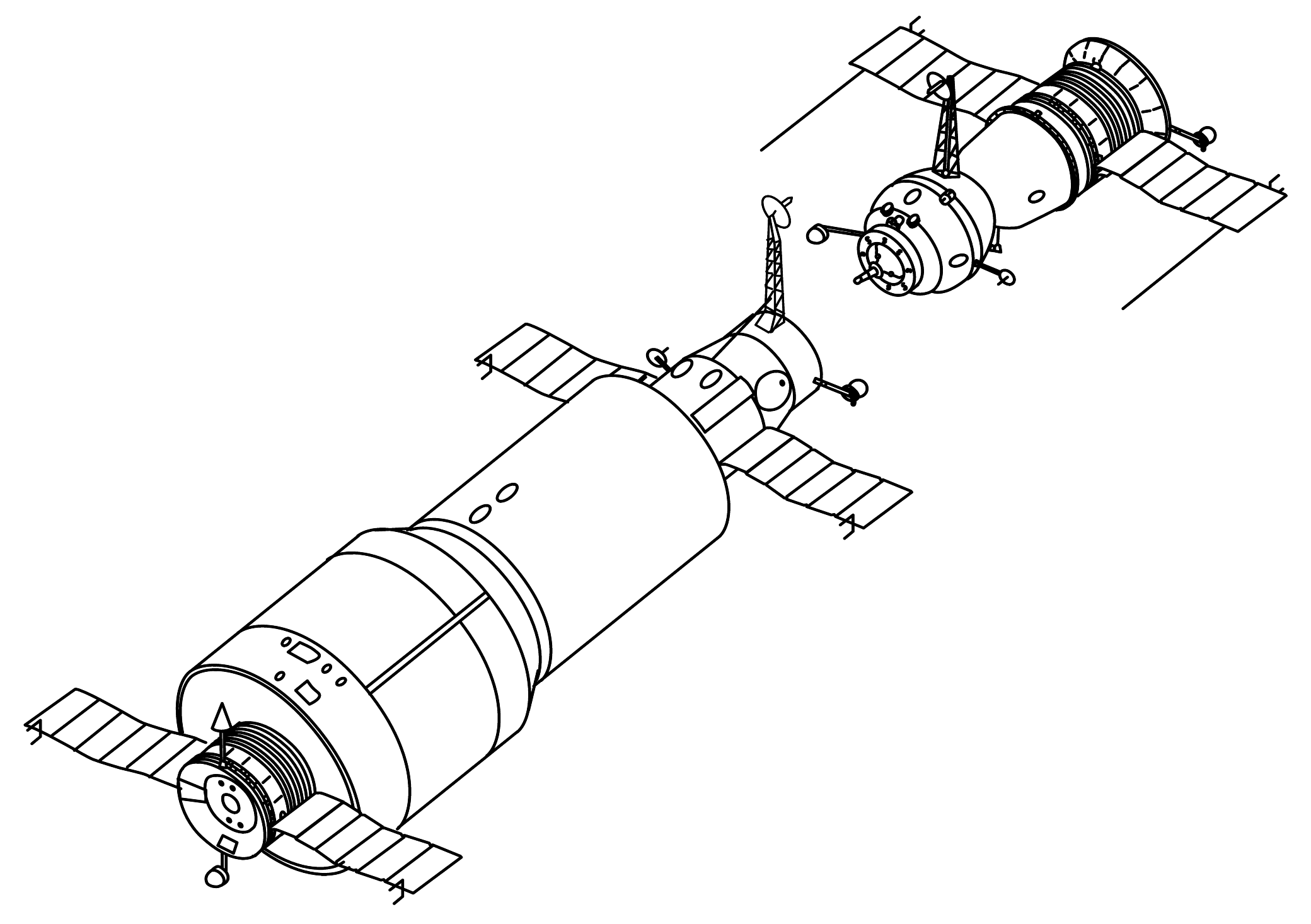
Lijntekening van het eerste ruimtestation Saljoet 1 (DOS-1)

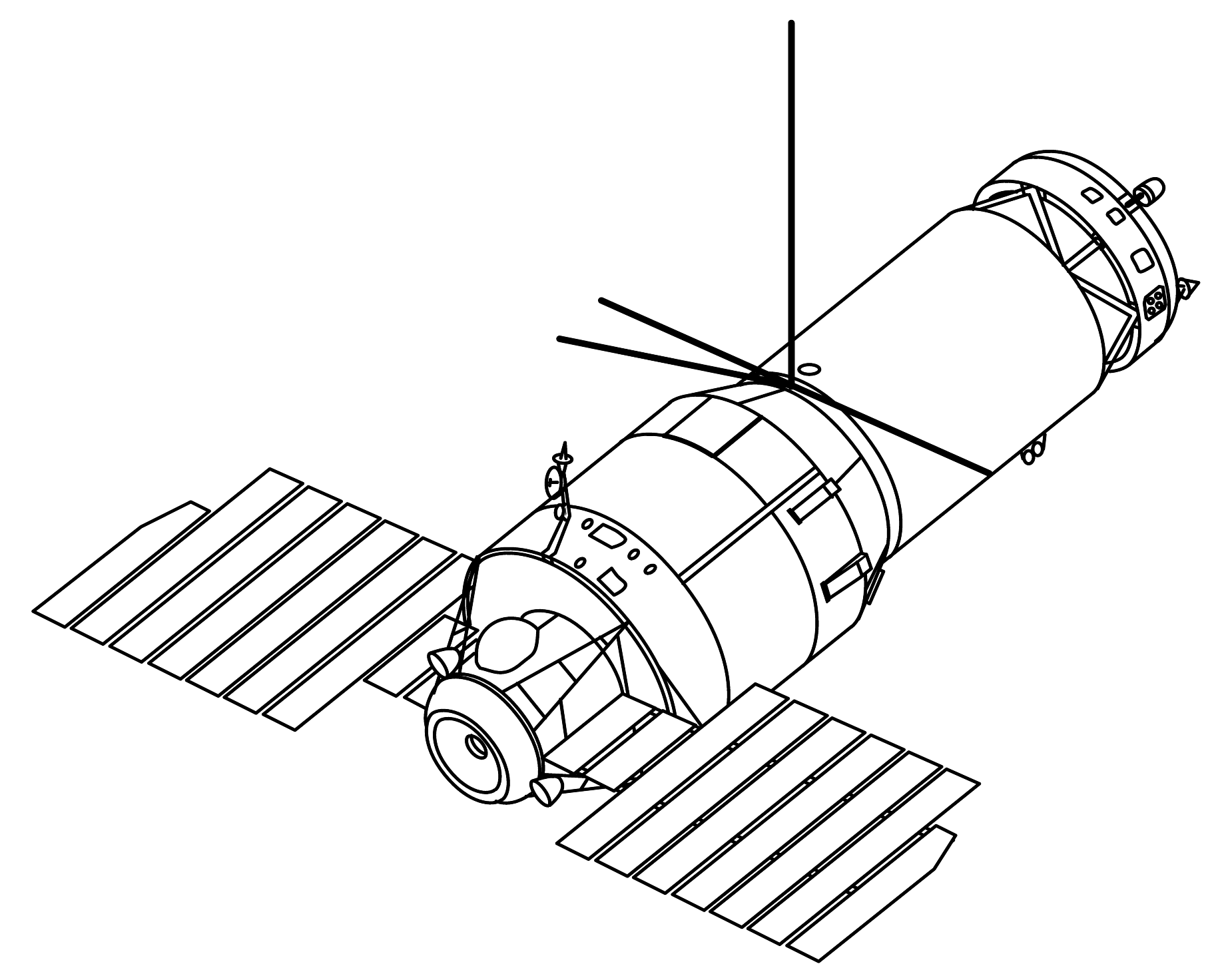
Lijntekening van het militaire Almaz-ruimtestation Saljoet 3 (OPS-2)

### Almaz
De militaire Almaz-stations weken sterk af van de civiele Saljoet-stations in zowel inrichting als uiterlijk. In combinatie met hun zuiver militaire doeleinde maakt het dat de Almaz-stations tot een geheel andere categorie gerekend kunnen worden dan de civiele Saljoets.

### Eerste generatie DOS-stations
Van de civiele Saljoet-ruimtestations vormden Saljoet 1 en Saljoet 4 de eerste generatie. Deze stations kenmerkten zich door een eenvoudige constructie, bestaande uit de "geleende" Almaz-rompen en toegevoegde onderdelen uit het Sojoez-programma. Het meest opvallende verschil tussen Saljoet 1 en Saljoet 4 was de plaatsing van de zonnepanelen. Saljoet 1 had vier Sojoez-zonnepanelen. Om deze op de zon gericht te houden moest het hele ruimtestation gedraaid worden. Saljoet 4 was uitgerust met drie veel grotere zonnepanelen die afzonderlijk draaibaar en richtbaar waren. Het was daarmee niet meer nodig het hele ruimtestation richting de zon te draaien.

### Tweede generatie DOS-stations
Saljoet 6 en Saljoet 7 vormden de tweede generatie ruimtestations en waren volledig nieuw ontworpen. Aan de voorzijde was een luchtsluis toegevoegd, zodat ruimtewandelingen mogelijk werden. De inwendige indeling was veranderd en het ruimtestation beschikte nu over krachtige stuwraketten om baancorrecties uit te voeren. Aan de achterzijde was een tweede koppelpoort toegevoegd zodat het station ook bezocht kon worden door Progress-vracht-ruimteschepen. De aanvoer van verse voorraden en brandstof maakte het mogelijk het station veel langer achtereen te bemannen. De ervaringen die met deze laatste twee Saljoet-ruimtestations werd opgedaan resulteerden in de derde generatie Sovjet-ruimtestation: Mir.

## Overzicht
Binnen het Saljoet-programma zijn zeven stations succesvol in een baan om de aarde gebracht en gebruikt. Maar omdat niet alle lanceringen succesvol waren, en er bovendien sprake was van twee verschillende programma's, zijn er meer dan zeven ruimtestations gebouwd:
- De civiele Saljoet (DOS)-stations. Hiervan zijn er uiteindelijk 6 gebouwd en gelanceerd, maar twee daarvan waren mislukkingen.
- De militaire Almaz (OPS)-stations. In totaal 3 bemande exemplaren zijn gebouwd en gelanceerd, waarvan de eerste een mislukking was. Een vierde OPS-station werd gebouwd maar uit geldgebrek nooit gelanceerd. Indien dit wel was gebeurd zou ook dit station onder de naam van het Saljoet-programma hebben gevlogen.

Overzicht van het Saljoet-programma:
| Missienaam         | Lanceerdatum                   | Terugkeerdatum               | Aantal dagen | Dagen bemand | Aantal bezoekers | Massa (kg) | Beschrijving |
| ------------------ | ------------------------------ | ---------------------------- | ------------ | ------------ | ---------------- | ---------- | --- |
| Saljoet 1 (DOS-1)  | 19 april 1971 01:40:00 UTC     | 11 oktober 1971 00:00:00 UTC | 175          | 23           | 3                | 18.500     | Eerste (civiele) DOS-station, 23 dagen bewoond door de bemanning van Sojoez 11.                                                    |
| DOS-2              | 29 juli 1972                   | 29 juli 1972                 | 0            | 0            | 0                | 18.000     | Tweede DOS-station. Lancering mislukt, neergestort in de Stille Oceaan.                                                            |
| Saljoet 2 (OPS-1)  | 4 april 1973 09:00:00 UTC      | 28 mei 1973 00:00:00 UTC     | 54           | 0            | 0                | 18.500     | Eerste militaire Almaz-station. Na 2 dagen trad drukverlies op door de nabije ontploffing van de laatste trap van de Proton-raket. |
| Cosmos 557 (DOS-3) | 11 mei 1973 00:20:00 UTC       | 22 mei 1973 00:00:00 UTC     | 11           | 0            | 0                | 19.400     | Derde DOS-station. Succesvolle lancering, maar missie mislukt door een onbedoelde baancorrectie.                                   |
| Saljoet 3 (OPS-2)  | 25 juni 1974 22:38:00 UTC      | 24 januari 1975 00:00:00 UTC | 213          | 15           | 2                | 18.500     | Tweede militaire Almaz-station. Succesvol bemand door de bemanning van Sojoez 14.                                                  |
| Saljoet 4 (DOS-4)  | 26 december 1974 04:15:00 UTC  | 3 februari 1977 00:00:00 UTC | 770          | 92           | 4                | 18.500     | Vierde DOS-station, feitelijk een kopie van DOS-3. Twee keer succesvol bemand.                                                     |
| Saljoet 5 (OPS-3)  | 22 juni 1976 18:04:00 UTC      | 8 augustus 1977 00:00:00 UTC | 412          | 67           | 4                | 19.000     | Derde militaire Almaz-station. Twee keer succesvol bemand, laatste bemande Almaz.                                                  |
| Saljoet 6 (DOS-5)  | 29 september 1977 06:50:00 UTC | 29 juli 1982 00:00:00 UTC    | 1764         | 683          | 33               | 19.824     | Vijfde DOS-station. Volledig herontwerp met tweede koppelpoort. Bemand met 5 langdurige missies en 11 kortere missies.             |
| Saljoet 7 (DOS-6)  | 19 april 1982 19:45:00 UTC     | 7 februari 1991 00:00:00 UTC | 3216         | 816          | 26               | 18.900     | Zesde DOS-station, een back-up van DOS-5. Tien keer bemand met 6 langdurige missies en 4 kortere, bezoekende, missies.             |